# Бернардин Франкопан
Бернардин Франкопан (венг. Frangepán Bernát; 1 января 1453 — 31 декабря 1529) — хорватский дворянин и дипломат, член семьи Франкопан, влиятельного дворянского рода Хорватии. Будучи одним из самых богатых и выдающихся аристократов королевства в свое время, он сыграл одну из ведущих ролей в защите хорватской государственности от османской экспансии.

## Биография

### Родословная и семья
Единственный сын Степана (Стефана) III Франкопана (ок. 1416—1481/1484), бана (вице-короля) Хорватии, и Ижота (Изотта) Франкопан урождённая д’Эсте, принцессы Феррары (современная Италия). Бернардин Франкопан родился в 1453 году, скорее всего, в замке Озаль, одном из замков, принадлежавших его семье. Дата рождения новорожденного кнеза (принца) не была определена с уверенностью. Его дед Никола IV Франкопан (ок. 1360—1432), единственный владелец огромных поместий, которыми в начале xv века владела знатная семья, известная как князья Крка, и первый человек, назвавший себя Франкопаном, был баном (вице-королем) Хорватии с 1426 по 1432 год.
В некоторых источниках его часто называют Бернардин Франкопан Модрушский (Бернардин Франкопан из Модруша), потому что во время раздела имущества семьи Франкопан в 1449 году его отец унаследовал большое и важное поместье Модруш, в том числе укрепленный город Модруш над замком Тржан, резиденцией короля Модруша. большая и разветвленная целая семья. Так его семья, бран гох, приняла титул Франкопани Модруки (Франкопаны Модеста). Хотя вторая половина 15-го века в Османской империи подвергалась внезапным набегам из Боснии, и резиденция ветви молодой семьи Модруша Бернардино также осталась.
Бернардин Франкопан Озальский в других источниках он упоминается как (Бернардин Франкопан из Озаля, потому что он вместе со своим отцом Озалем Озальским замком после смерти Бернардино из просторного поместья со слишком доминирующим над Франкопаном Озальским 22 февраля 1474 года двоюродный брат Бартоли (Бартоломей) был последним потомком своей ветви семьи, так что ветвь Бернардино тоже носила эпитет Озальский.
16 сентября 1476 года он женился на Луизе (Луизе) Марцано д’Арагона, дочери Джованни Франческо Марино Марцано и королевской принцессы Леонор д’Арагона (дочери Альфонсо V Арагонского), и у них было девять детей. Среди них были Крсто (Кристофер) — будущий известный военачальник, Беатриса — жена Яноша Корвина, бана Хорватии, Фердинанд, Матвей, Иван Франьо X, Мария Магдалена, Елизавета, Евфрозина (Фрузина), вышедшая замуж за Ференца Дессевиффи, и Катарина.

### Жизнь в неспокойные времена
Жизнь Бернардина Франкопана с детства была отмечена постоянными напряжениями, конфликтами и тяжелыми битвами, из которых он пытался извлечь выгоду для себя, для своей семьи и для Хорватии. В детстве он иногда сопровождал своего отца во время дипломатических миссий и путешествий (назначенных хорвато-венгерским королем Матвеем Корвином) по Европе и познакомился со многими знатными и важными людьми. Он провел некоторое время при дворе Фридриха III Габсбурга, императора Священной Римской империи, в Граце, Австрия, когда он был подростком (около 1469 года). В молодости он ещё больше укрепил хорошие отношения с императором, но также улучшил связи с венгерским королем Матвеем Корвин. Тем не менее, отношения с последним были омрачены и испорчены потерей города Сень, старого имущества Франкопана, в пользу короля в 1469 году.
Особенно хорошие отношения с Яношем Корвином, незаконнорожденным сыном короля Матвея Корвина, были подтверждены браком Корвина с дочерью Бернардина Беатрикой в 1496 году. Богатый отец предоставил в приданое своей прекрасной шестнадцатилетней дочери два укрепленных города — Бихач и Нови.
В 1493 году он принял участие в судьбоносной битве на Крбавском поле, бок о бок со многими выдающимися хорватскими дворянами. Из-за плохой военной тактики по приказу хорватского верховного главнокомандующего Мирко (Эмерика) Деренчина, бана (вице-короля) Хорватии, османская армия выиграла битву. Многие хорватские дворяне и большинство солдат погибли или были заключены в тюрьму, но Бернардин был среди тех немногих, кто выжил. К концу битвы он понял, что поражение неизбежно, и поэтому отступил, чтобы спасти свою жизнь.
Несколько лет спустя (около 1500 года) он построил новый замок в Огулине, к северу от Модруша, потому что жизнь там казалась немного безопаснее. Точно неизвестно, жил ли он в Модруше довольно долго или вскоре переехал в Огулин, чтобы провести там остаток своей жизни.
В отличие от своих родственников из других ветвей Франкопана, он не поддерживал членов семьи Габсбургов на королевских выборах в 1490 и 1527 годах, но был сторонником их противников. В 1490 году он сначала поддержал Яноша Корвина против Максимилиана I Габсбурга, а затем принял новоизбранного короля Владислава II Ягеллона. На выборах 1527 года он поддержал Яноша Заполия против Фердинанда I Габсбурга.
Как человек с дипломатическим опытом, он пытался получить помощь для Хорватии от всей Европы, но без особого успеха. Его вдохновенные и страстные речи перед европейскими правителями, сановниками или членами парламента, требующие военных действий против османов, привели почти только к словам поощрения, но не к действиям. Известны, например, его речи перед Антонио Гримани, дожем Венеции, и перед немецким парламентом в Нюрнберге 19 ноября 1522 года (речь, называемая по-латыни: Oratio pro Croatia (Речь для Хорватии)).

### Смерть и наследие
В 1520-х годах он потерял двух своих сыновей, Фердинанда и Крсто (Кристофера) (последний пал во время осады замка Вараждин 27 сентября 1527 года). Его дочь Беатриса умерла в 1510 году, а трое её детей от брака с Яношем Корвином умерли раньше неё. Единственным наследником Бернардина оставался его внук Степан IV Франкопан Озальский (? — 1577), сын Фердинанда, который был ещё мальчиком, когда умер его отец. Сестра Степана Катарина вышла замуж за Миклоша Шубича Зриньи, будущего героя Сигетвара.
Бернардин Франкопан умер в 1529 году (или, возможно, в 1530 году; точное время смерти точно не определено) в старости. Его потомки позже (в XVI веке) были вынуждены покинуть многие свои старые владения (Бихач, Дрежник, Тржац, Фурьян, Цетинград, Мала Кладуша, Велика Кладуша и т. д.) и переселиться на запад и север Хорватии из-за османской угрозы.
Помимо своего военного и дипломатического значения, он известен своей преданностью развитию культуры и совершенствованию образования, а также своими усилиями в области строительства и строительства. Он совершенствовал и заботился о хорватском языке и глаголице, а также перевел Библию на хорватский язык. В 1486 году он опубликовал знаменитый «Модрушский урбар» («Urbarium of Modruš»), книгу правовых норм и реестр феодальных владений, написанную глаголицей модрушскими писцами Мартином Острихаричем и Иваном Клинчичем.

## Замки Бернарда Франкопана
- Руины замка Тржан в Модруше, некогда резиденции семьи Франкопан на материковой части Хорватии
- Замок Дривеник около города Цриквеница
- Замок в Грижане
- Замок в Огулине
- Замок Дубовац в Карловаце
- Замок в Озале
- Замок в Рыбнике
- Бихач